# Běh na lyžích na Zimních olympijských hrách 1980
Běh na lyžích na Zimních olympijských hrách 1980 v Lake Placid.

## Medailové pořadí zemí
| Pořadí | Země                                 | Zlato | Stříbro | Bronz | Celkově |
| ------ | ------------------------------------ | ----- | ------- | ----- | ------- |
| 1.     | Sovětský svaz (URS)                  | 4     | 2       | 1     | 7       |
| 2.     | Německá demokratická republika (GDR) | 2     | 0       | 0     | 2       |
| 3.     | Švédsko (SWE)                        | 1     | 0       | 0     | 1       |
| 4.     | Finsko (FIN)                         | 0     | 4       | 2     | 6       |
| 5.     | Norsko (NOR)                         | 0     | 1       | 2     | 3       |
| 6.     | Československo (TCH)                 | 0     | 0       | 1     | 1       |
| 7.     | Bulharsko (BUL)                      | 0     | 0       | 1     | 1       |
|        | Celkem                               | 7     | 7       | 7     | 21      |

## Medailisté

### Muži
| Disciplína        | Zlato                                                                                        | Výkon      | Stříbro                                                                     | Výkon      | Bronz                                                                              | Výkon      |
| ----------------- | -------------------------------------------------------------------------------------------- | ---------- | --------------------------------------------------------------------------- | ---------- | ---------------------------------------------------------------------------------- | ---------- |
| 15 km             | Thomas Wassberg · Švédsko (SWE)                                                              | 41:57,63   | Juha Mieto · Finsko (FIN)                                                   | 41:57,64   | Ove Aunli · Norsko (NOR)                                                           | 42:28,62   |
| 30 km             | Nikolaj Zimjatov · Sovětský svaz (URS)                                                       | 1:27:02,80 | Vasilij Ročev · Sovětský svaz (URS)                                         | 1:27:34,22 | Ivan Lebanov · Bulharsko (BUL)                                                     | 1:28:03,87 |
| 50 km             | Nikolaj Zimjatov · Sovětský svaz (URS)                                                       | 2:27:24,60 | Juha Mieto · Finsko (FIN)                                                   | 2:30:20,52 | Alexandr Zavjalov · Sovětský svaz (URS)                                            | 2:30:51,52 |
| štafeta 4 × 10 km | Sovětský svaz (URS) · Vasilij Ročev · Nikolaj Bažukov · Jevgenij Běljajev · Nikolaj Zimjatov | 1:57:03,46 | Norsko (NOR) · Lars-Erik Eriksen · Per Knut Aaland · Ove Aunli · Oddvar Brå | 1:58:45,77 | Finsko (FIN) · Harri Kirvesniemi · Pertti Teurajärvi · Matti Pitkänen · Juha Mieto | 2:00:00,18 |

### Ženy
| Disciplína       | Zlato | Výkon      | Stříbro                                                                                        | Výkon      | Bronz                                                                      | Výkon      |
| ---------------- | --- | ---------- | ---------------------------------------------------------------------------------------------- | ---------- | -------------------------------------------------------------------------- | ---------- |
| 5 km             | Raisa Smetaninová · Sovětský svaz (URS)                                                                      | 15:06,92   | Hilkka Riihivuori · Finsko (FIN)                                                               | 15:11,96   | Květa Jeriová · Československo (TCH)                                       | 15:23,44   |
| 10 km            | Barbara Petzoldová · Německá demokratická republika (GDR)                                                    | 30:31,54   | Hilkka Riihivuori · Finsko (FIN)                                                               | 30:35,05   | Helena Takalová · Finsko (FIN)                                             | 30:45,25   |
| štafeta 4 × 5 km | Německá demokratická republika (GDR) · Marlies Rostock · Carola Anding · Veronika Hesse · Barbara Petzoldová | 1:02:11,10 | Sovětský svaz (URS) · Nina Fjodorovová · Nina Ročevová · Galina Kulakovová · Raisa Smetaninová | 1:03:18,30 | Norsko (NOR) · Brit Pettersenová · Anette Bøe · Marit Myrmæl · Berit Aunli | 1:04:13,50 |